# Recoules-d’Aubrac
Recoules-d’Aubrac (okcitán nyelven Recola d’Aubrac) község Franciaország déli részén, Lozère megyében. 2011-ben 238 lakosa volt.

## Fekvése
Recoules-d’Aubrac az Aubrac-hegységben fekszik, Nasbinalstól 4,5 km-re északnyugatra,  1100 méteres (a községterület 1049-1374 méteres) tengerszint feletti magasságban a Cabre patak (a Bès mellékvize) völgyében, Cantal megye határán. A megye legnyugatabbi fekvésű községe.
Nyugatról Saint-Urcize, északról Grandvals és Brion, keletről pedig Nasbinals községekkel határos. Érinti a Nasbinalst (4 km) Saint-Urcize-el (3,5 km) összekötő D12-es megyei út.
A községhez tartozik Le Bouchabes, Cougoussac, Gramont, Escudières és Escudièrettes.

## Története
A falu a történelmi Gévaudan és Auvergne tartományok határán fekszik. A középkorban a palhers-i ispotályosok birtoka volt (az ő emléküket őrzi a fennmaradt máltai kereszt).

### Demográfia
| Év   | Lakosság |
| ---- | -------- |
| 1793 | 840      |
| 1851 | 595      |
| 1876 | 526      |
| 1901 | 519      |
| 1936 | 502      |

| Év   | Lakosság |
| ---- | -------- |
| 1946 | 411      |
| 1954 | 392      |
| 1962 | 337      |
| 1968 | 300      |

| Év   | Lakosság |
| ---- | -------- |
| 1975 | 301      |
| 1982 | 281      |
| 1990 | 284      |
| 1999 | 272      |
| 2010 | 241      |

## Nevezetességei
- Temploma román stílusban épült a 11. században.
- Gránitból faragott régi máltai kereszt
- Várromok
- Bouchabès-vízesés
- Gournier-híd

## Híres emberek
- Jean Vaissade (1911-1979) zeneszerző a községhez tartozó Cougoussacban született (emléktábla).

## Kapcsolódó szócikk
- Lozère megye községei